# North Sheen
North Sheen – część dzielnicy Richmond upon Thames w Londynie. W latach 1894–1965 tworzyła gminę, historycznie jest częścią gminy Mortlake. Po raz pierwszy na mapach North Sheen pojawia się w roku 1904.